# هولیول
هولیول (به انگلیسی: Holywell) یک شهرک در ولز است که در فلینتشر واقع شده‌است. هولیول ۸٬۸۸۶ نفر جمعیت دارد.